# Aulacophora aculeata
Aulacophora aculeata es un coleóptero de la familia Chrysomelidae.
Fue descrita científicamente por primera vez en 1908 por Weise.